# Stea Wolf–Rayet

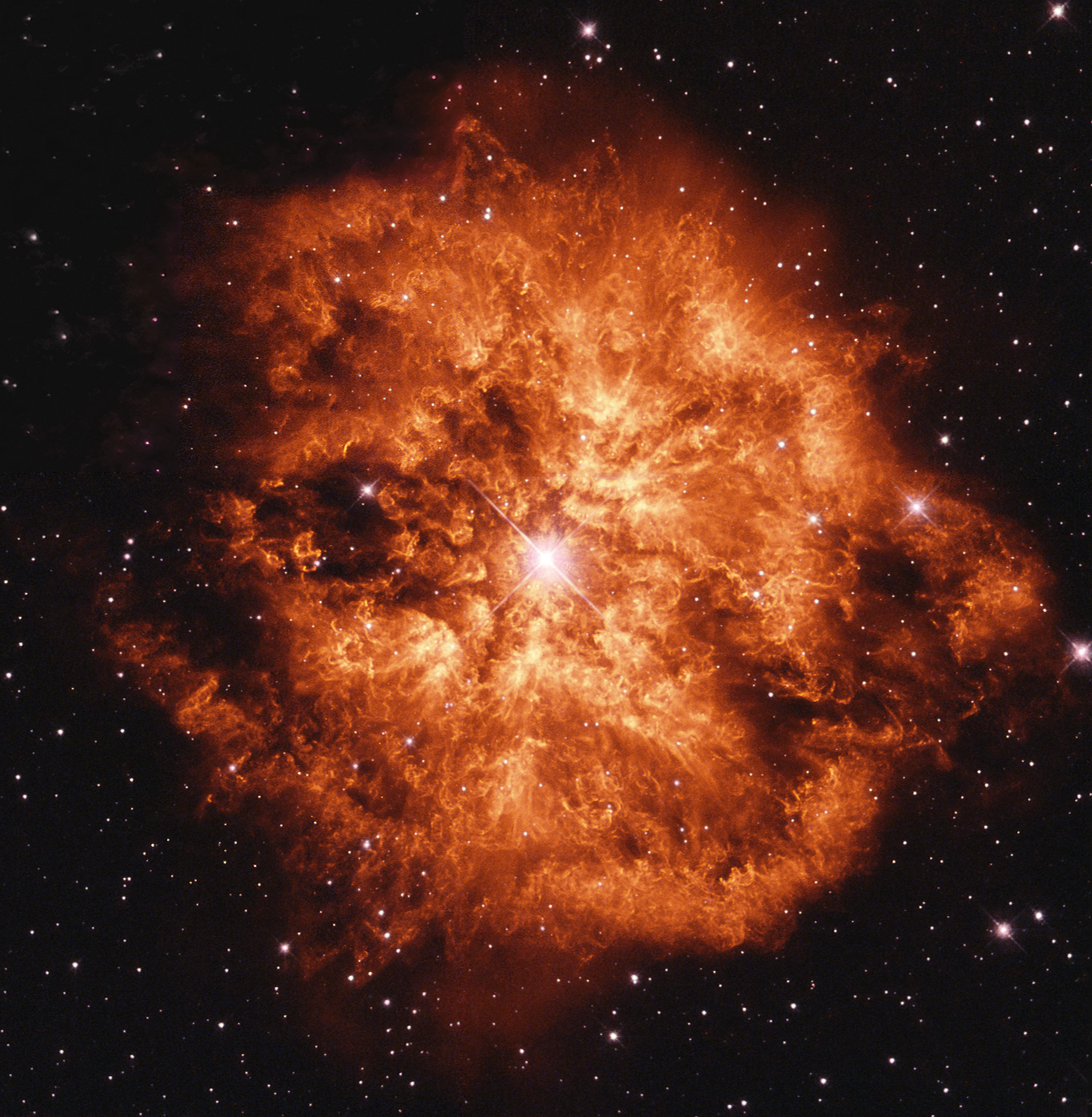
Imagine de la Telescopul Spaţial Hubble a nebuloasei M1-67 în jurul stelei Wolf–Rayet WR 124.

Stelele Wolf–Rayet (câteodată stele WR) sunt stele evoluate, masive (până la 20 de mase solare când sunt în secvența principală) care pierd rapid din masa lor prin intermediul unui vânt stelar, care ajunge la viteze de până la 2000 km/s. De obicei pierd 10−5 mase solare într-un an, de un miliard de ori mai mult decât Soarele.Stelele Wolf–Rayet sunt extrem de fierbinți, cu temperaturile de suprafață variind de la 30 000 K până la 200 000 K. De asemenea, acestea sunt și foarte luminoase, de la zeci de mii de ori și până la câteva milioane de ori luminozitatea bolometrică a Soarelui.